# Akama Bunzō

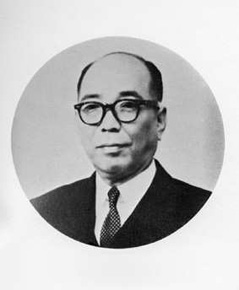
Akama Bunzō

Akama Bunzō (japanisch 赤間 文三; * 31. Mai 1899 in Tsuyazaki, Präfektur Fukuoka; † 2. Mai 1973) war ein japanischer Politiker der Liberalen Partei und später der Liberaldemokratischen Partei (LDP), der unter anderem von 1947 bis 1959 Gouverneur von Osaka sowie zwischen 1967 und 1968 Justizminister war.

## Leben
Akama Bunzō absolvierte ein Studium an der Juristischen Fakultät der Kaiserlichen Universität Tokio und trat nach dessen Abschluss 1925 in den Dienst des Innenministeriums. Anschließend wurde er vom Innenministerium in das Ministerium für Handel und Industrie sowie während des Zweiten Weltkrieges zum Munitionsministerium versetzt. Nach Kriegsende wurde er bei den einheitlichen Regionalwahlen 1947 für die Liberale Partei (Jiyū-tō) zum Gouverneur von Osaka gewählt und bekleidete dieses Amt nach seinen Wiederwahlen 1951 und 1955 vom 12. April 1947 bis zum 22. April 1959, woraufhin Satō Gisen neuer Gouverneur dieser Präfektur wurde. 1955 wurde er Mitglied der Liberaldemokratischen Partei LDP (Jiyūminshutō), die aus der sogenannten konservativen Fusion (Hoshu Gōdō) von Liberaler Partei und Demokratischer Partei JDP (Nihon Minshutō) entstanden war.
1959 wurde Akama für die Präfektur Osaka erstmals Mitglied des Sangiin, des Oberhauses des Parlaments (Kokkai), und gehörte diesem nach seinen Wiederwahlen bis zu seinem Tode am 2. Mai 1973. Während seiner Parlamentszugehörigkeit war er als Nachfolger von Mutō Tsunesuke von 1962 bis zu seiner Ablösung durch Maeda Hisayoshi 1963 Vorsitzender des Ausschusses für Handel und Industrie des Oberhauses. Als Nachfolger von Shiro Kiuchi wurde er 1967 Vorsitzender des Ausschusses für auswärtige Angelegenheiten des Sangiin und behielt diese Funktion bis 1967, woraufhin Miki Yokichirō ihn ablöste. Am 25. November 1967 wurde er selbst wiederum im Zuge der ersten Umbildung des zweiten Kabinetts Satō als Nachfolger von Tanaka Isaji zum Justizminister ernannt und bekleidete dieses Ministeramt bis zum 30. November 1968.
Für seine langjährigen Verdienste wurde er 1960 mit der Ehrenmedaille am dunkelblauen Band, 1969 mit dem Orden des Heiligen Schatzes 1. Klasse sowie 1973 mit dem Orden der Aufgehenden Sonne 1. Klasse ausgezeichnet.